# 山陰道
山陰道（日语：／ Sanin dō */?），又名背面道（／ Sotomono michi）。
日本「山陰」的名稱來自中國唐代對地理方位的傳統概念，因中國大陸的高山傍水，太陽照射下，山南水北無陰爲陽，故稱「山南水北為陽、山北水南為陰」；由於本州最西端的土地，被東西走向的中國山地切成南北兩側，山南區域依以此規則稱為「山陽」，相對的山北區域則稱為「山陰」；山陽道、山陰道則以此而得名。至於一說「山陰」名稱是日本傳入中國，則是無視地理現象的說法，因中國的山勢是西高東低，東西走向，不同於日本島國，僅本州西端的土地纔有山南爲陽的現象。《說文解字》：「陰，水之南；山之北也。」《爾稚》：「山南曰陽。」

## 行政区域上的山陰道

山陰道

五畿七道之一，位於本州日本海側的西部。畿内往西延伸，相當於現在由北近畿至島根縣範圍。
- 丹波國
- 丹後國
- 但馬國
- 因幡國
- 伯耆國
- 出雲國
- 石見國
- 隱岐國

## 道路上的山陰道
律令時代的山陰道，是連結畿内與山陰道諸國國府的官道，七道中屬「小路」等級。
現在的國道9號基本上繼承了律令時代的山陰道，路線只有幾處差異。
現在的「山陰道」常用於山陰自動車道的略稱，亦指連結京都與福知山的山陰街道。

## 關連項目
- 山陰本線
- 國道9號　山陰自動車道
- 山陰地方